# Distretto di Tupe
Il distretto di Tupe è uno dei trentatré distretti della provincia di Yauyos, in Perù. Si trova nella regione di Lima e si estende su una superficie di 321,15 chilometri quadrati.
Istituito il 15 luglio 1936, ha per capitale la città di Tupe.